# Budki Nowe (przystanek kolejowy)
Budki Nowe – przystanek kolejowy w Budkach Nowych (powiat kolski). Położony przy linii kolejowej Warszawa Zachodnia – Kunowice.

## Ruch pasażerski[1]
| Rok  | Wymiana pasażerska na dobę |
| ---- | -------------------------- |
| 2017 | 20-49                      |
| 2018 | 10-19                      |
| 2019 | 20-49                      |
| 2020 | 20-49                      |
| 2021 | 20-49                      |
| 2022 | 20-49                      |
| 2023 | 50-99                      |

Na stacji zatrzymują się tylko pociągi osobowe.

## Połączenia
- Koło
- Kłodawa
- Konin
- Kutno
- Poznań